# 氷川神社 (足立区舎人)
氷川神社（ひかわじんじゃ）は東京都足立区の神社。地名を冠して舎人氷川神社（とねりひかわじんじゃ）とも称される。

## 概要
1200年（正治2年）に創建された。舎人村の鎮守であった。
当社の社殿は総欅造り、柾目の素材を集めて造営されており、精巧な彫刻が施されている。社殿は足立区の登録文化財に登録されている。

## 文化財
舎人氷川神社本殿 一棟足立区登録有形文化財 建造物
懸仏 五面足立区登録有形文化財 工芸品
舎人氷川神社文書 附箱 七点足立区登録有形文化財 古文書

## 交通アクセス
- 日暮里・舎人ライナー見沼代親水公園駅より徒歩4分（経路案内）。